# Christian Jessen
Christian Spencer Jessen (Londra, 4 marzo 1977) è un conduttore televisivo e medico britannico.

## Biografia
Jessen, nato da padre danese e madre inglese, è apertamente omosessuale; nel 2010 vince una edizione del quiz televisivo Antiques Master grazie alla sua passione per i bronzi antichi. Ha inoltre dichiarato di essere affetto da anoressia riversa. Jessen studia presso la Uppingham School, una scuola di co-educazione indipendente situata nella città mercantile di Uppingham a Rutland; in seguito frequenta l'University College e la Scuola di Igiene e Medicina Tropicale, entrambe collegi costituenti l'Università di Londra nella zona Central London, dove riceve la laurea in Medicina e Chirurgia (MBBS) nel 2000.

### Carriera televisiva
Jessen è conosciuto soprattutto per il ruolo di presentatore televisivo su Channel 4, dove conduce Grassi contro magri e Malattie imbarazzanti (quest'ultimo al fianco di Pixie McKenna e Dawn Harper), in Italia trasmessi entrambi su Real Time. Oltre a condurre programmi televisivi di carattere medico, collabora regolarmente con giornali e riviste come Evening Standard, Daily Mail, Daily Express, FHM, Attitude, Closer e Arena.
In seguito alla trasmissione Grassi contro magri, Jessen ha scritto un libro di accompagnamento Grassi contro magri: prendere il controllo sul peso e uno autonomo su questioni mediche strane e stupefacenti chiamato Can I just ask pubblicato da Hay House.

### Carriera medica
Dopo il 2000 ha conseguito una laurea magistrale in salute sessuale, prestando un particolare interesse per lo studio di HIV e malaria, che sono stati al centro della sua attività per due anni in Kenya e Uganda. Parallelamente alla carriera televisiva, Jessen è medico in una clinica di Londra, consulente medico ed editorialista; è, inoltre, coinvolto in una serie di campagne pubbliche e lavora con associazioni di beneficenza per la salute, con l'obiettivo di spiegare al pubblico il mondo della medicina.

## Controversie
Nel 2015 The Daily Star ha ottenuto una serie di messaggi privati condivisi da Jessen in una chat per adulti su un'app di incontri gay, in cui Jessen affermava di essere in possesso di mefedrone, della cosiddetta droga da stupro GHB e di cannabis. In questi messaggi Jessen 'si vantava' di fare uso di questi tipi di droga. Dopo aver discusso gli effetti di cocaina, ecstasy e ketamina invita un uomo in chat a fare giro a casa sua per "guardare porno, prendere qualcosa e giocare".
Nell'agosto 2018 un'indagine del canale televisivo BBC Panorama ha rivelato il coinvolgimento di Jessen in una farmacia online privata, UK Meds. Si ritiene che tali siti consentano alle persone di acquistare facilmente farmaci potenzialmente pericolosi e non controllati a causa di una scappatoia che consente loro di emettere prescrizioni tramite medici di terze parti in Romania.
Nelle fasi iniziali della pandemia di COVID-19 Jessen ha suscitato polemiche affermando che gli italiani stavano utilizzando il virus come "scusa per non lavorare e per fare una lunga siesta".
Nel 2020 è stata avviata un'azione legale da Arlene Foster, Primo Ministro dell'Irlanda del Nord, per un tweet pubblicato nel dicembre 2019, dove affermava falsamente di una relazione extraconiugale. Nel maggio 2021 il giudice condanna Jessen per diffamazione e a pagare 125'000 sterline (circa 150'000 euro) alla Foster.

## Televisione

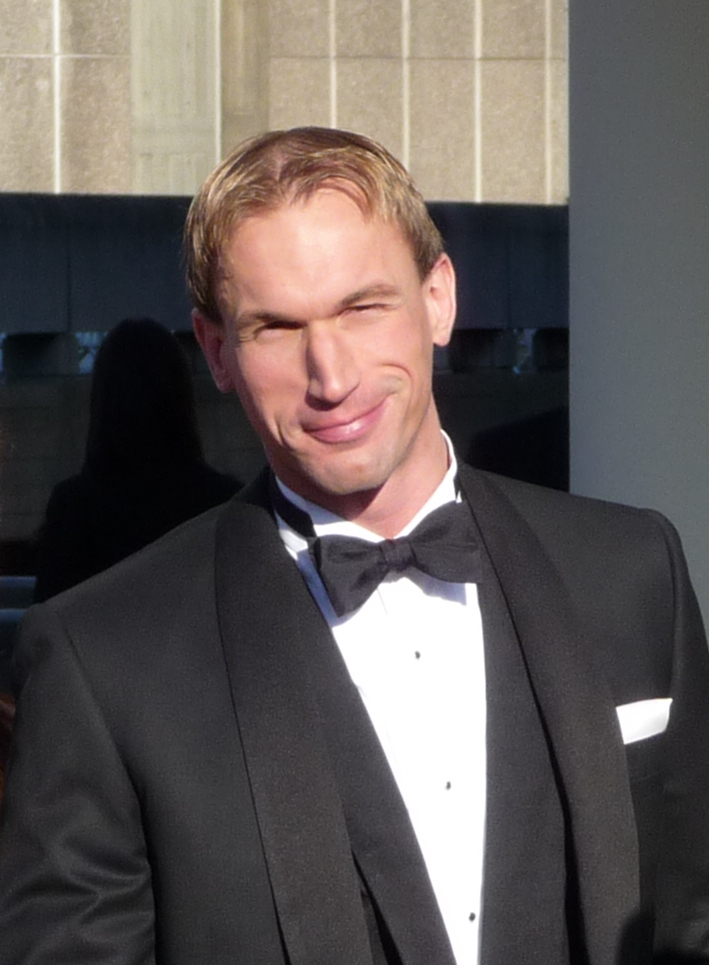
Christian Jessen ai British Academy Television Awards del 2009

- Malattie imbarazzanti - Presentatore (2007-2015)
- The Wright Stuff - Nel ruolo di se stesso (14 episodi, 2007-2008-2009)
- Doctor, Doctor - Nel ruolo di se stesso (1 episodio, 2007)
- Sex In Court - Giudice (2007)
- The Weakest Link - Nel ruolo di se stesso (1 episodio, 2008)
- Malattie imbarazzanti: Teenager - Presentatore (Spin-off di Malattie imbarazzanti, 2008-2009)
- Grassi contro magri - Presentatore (2008-2014)
- Most Annoying People 2009 - Nel ruolo di se stesso (Documentario TV, 2009)
- Angela and Friends - Nel ruolo di se stesso (17 episodi, 2009-2010)
- Loose Women - Nel ruolo di se stesso (4 episodi, 2009-2010-2011-2013)
- Malattie imbarazzanti: Teenager - Presentatore (Spin-off di Malattie imbarazzanti, 2010-2011)
- One Born at Christmas - Medico (Serie speciale di 6 episodi di One Born Every Minute, 2010)
- The Ugly Face of Beauty - Presentatore (2010)
- 8 Out of 10 Cats - Nel ruolo di se stesso (3 episodi, 2010-2011)
- Grassi contro magri: Ragazzi - Presentatore (Spin-off di Grassi contro magri, 2011)
- Daybreak - Nel ruolo di se stesso (2 episodi, 2011)
- Stephen Fry's 100 Greatest Gadgets - Nel ruolo di se stesso (Documentario TV, 2011)
- Mongrels - Nel ruolo di se stesso (1 episodio, 2011)
- A Night with the Stars - Nel ruolo di se stesso (Documentario TV, 2011)
- Malattie imbarazzanti: XXL - Presentatore (Spin-off di Malattie imbarazzanti, 2011)
- Would I Lie to You? - Nel ruolo di se stesso (1 episodio, 2012)
- Alan Carr: Chatty Man - Nel ruolo di se stesso (1 episodio, 2012)
- Hotel GB - Nel ruolo di se stesso (2012)
- The Alan Titchmarsh Show - Nel ruolo di se stesso (1 episodio, 2012)
- Celebrity Juice - Nel ruolo di se stesso (1 episodio, 2012)
- Stand Up To Cancer - Presentatore (2012)
- The Angelos Epithemiou Show - Nel ruolo di se stesso (1 episodio, 2012)
- Drugs Live: The Ecstacy Trial - Presentatore (Documentario TV (Parte 2), 2012)
- Sunday Brunch - Nel ruolo di se stesso (2 episodi, 2012-2013)
- Cure me, I'm gay - (Documentario TV, 2014)

## Altre informazioni
Nel 2013 Jessen in un'intervista ad un giornale britannico dichiara la sua omosessualità. Nella stessa ha affermato inoltre: Sono stato alla mercé di commenti omofobi da parte dei miei colleghi medici, soprattutto quando facevo le mie ricerche o quando parlavo di temi legati alla salute sessuale.